# Jagers
Jagers zijn zeevogels binnen de familie Stercorariidae uit de orde steltloperachtigen. Het zijn carnivore vogels, die binnen zeevogelgemeenschappen vaak de rol van toppredator vervullen. Jagers broeden in gematigde streken en de poolgebieden en ze trekken over grote afstanden. De familie telt 7 soorten.

## Leefwijze
Buiten het broedseizoen eten jagers vooral vis, afval en aas. Velen zijn gedeeltelijk kleptoparasieten, waarbij ze meeuwen, sterns en andere zeevogels achtervolgen om hen hun vangst afhandig te maken. De grotere jagersoorten doden en eten ook regelmatig volwassen vogels zoals papegaaiduikers en meeuwen. Er zijn zelfs gevallen bekend dat ze vogels ter grootte van een blauwe reiger hebben gedood. In de broedgebieden eten ze regelmatig lemmingen, eieren en jongen van andere vogels.

## Taxonomie
Jagers zijn nauw verwant aan alken, meeuwen, schaarbekken en sterns. De drie kleinste soorten jagers (met een holarctisch verspreidingsgebied) hebben als adult twee verlengde centrale staartveren, sommigen hebben ook een enigszins witte onderdelen en een vaal gele nek. Deze kenmerken zijn niet aanwezig bij de grotere soorten, die afgezien van de grote jager allen op het zuidelijk halfrond voorkomen. Vanwege deze morfologische kenmerken wordt de familie van de jagers vaak in twee geslachten onderverdeeld. De kleinste soorten worden aldus ingedeeld bij Stercorarius en de grote soorten bij Catharacta.
Naar aanleiding van de resultaten van DNA-onderzoek is echter op diverse punten beweging ontstaan in de taxonomische positie van de verschillende soorten. Ten eerste is gesuggereerd dat de subantarctische grote jager, de Chileense grote jager en de Zuidpooljager zo nauw verwant zijn dat het eigenlijk ondersoorten en geen soorten betreft. Ten tweede bleek op grond van MtDNA de middelste jager genetisch dichter bij de grote jager te staan, dan bij de kleinste en kleine jager. Uit dit laatste zou geconcludeerd kunnen worden dat geen van beide geslachten binnen de familie van de jagers monofyletisch is. Deze observaties hebben geleid tot een drietal theorieën met betrekking tot de soortvorming van de jagers:
1. De jagersoorten zouden zijn geëvolueerd vanuit een op de middelste jager lijkende gezamenlijke voorouder. Vanuit deze voorouder zouden vier takken zijn afgesplitst: een voor de kleinste en kleine jagers, een voor de middelste jager en twee voor de grote jagersoorten.
2. De uiterlijke gelijkenis tussen de middelste jager aan de ene kant en de kleinste en kleine jager aan de andere kant zou een geval zijn van convergente evolutie. De gelijkenis tussen de soorten zou in dit geval dus geen verwantschap impliceren.
3. Hybridisatie tussen een vrouwelijke grote jager en een mannelijke kleinste of kleine jager waardoor mitochondriaal DNA vanuit het geslacht Catharacta bij het geslacht Stercorarius werd geïntroduceerd. Dit zou geleid hebben tot een hybride voorouder van de middelste jager.

Voor de taxonomische indeling in dit artikel wordt de classificatie van Birdlife aangehouden, waarbij de traditionele verdeling van soorten in de geslachten Stercorarius en Catharacta gehandhaafd blijft.

## Soorten
- Geslacht Stercorarius

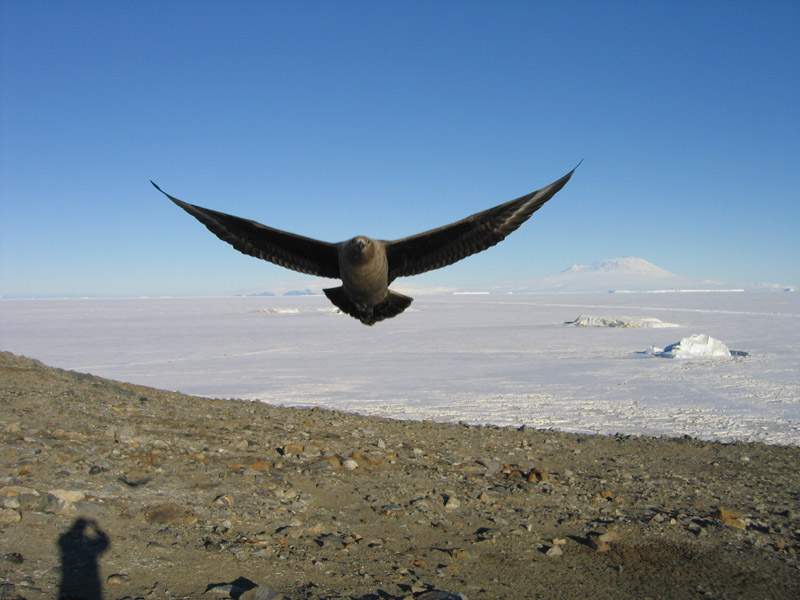
Jager op Antarctica

  - Stercorarius antarcticus (Subantarctische grote jager)
  - Stercorarius chilensis (Chileense grote jager)
  - Stercorarius longicaudus (Kleinste jager)
  - Stercorarius maccormicki (Zuidpooljager)
  - Stercorarius parasiticus (Kleine jager)
  - Stercorarius pomarinus (Middelste jager)
  - Stercorarius skua (Grote jager)

## Fotogalerij

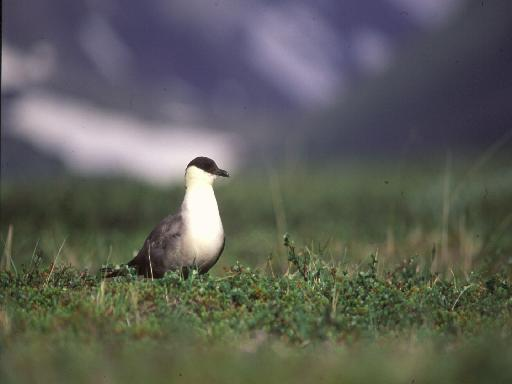
Kleinste jager (Stercorarius longicaudus)
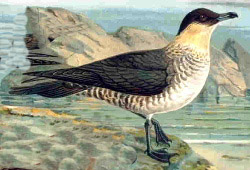
Middelste jager (Stercorarius pomarinus)

Vechtkwartels · Jacana's · Goudsnippen · Krabplevieren · Scholeksters · Ibissnavels · Steltkluten en kluten · Grielen · Renvogels en vorkstaartplevieren · Kieviten en plevieren · Magelhaenplevieren · Strandlopers en snippen · Kwartelsnippen · Trapvechtkwartels · Goudsnippen · IJshoenders · Jagers ·Pluvianidae (krokodilwachter) · Meeuwen, schaarbekken en sterns · Alken